# Pedagogiczna Biblioteka Wojewódzka im. Hugona Kołłątaja w Krakowie
Pedagogiczna Biblioteka Wojewódzka im. Hugona Kołłątaja w Krakowie – biblioteka pedagogiczna powstała w 1922.

## Historia

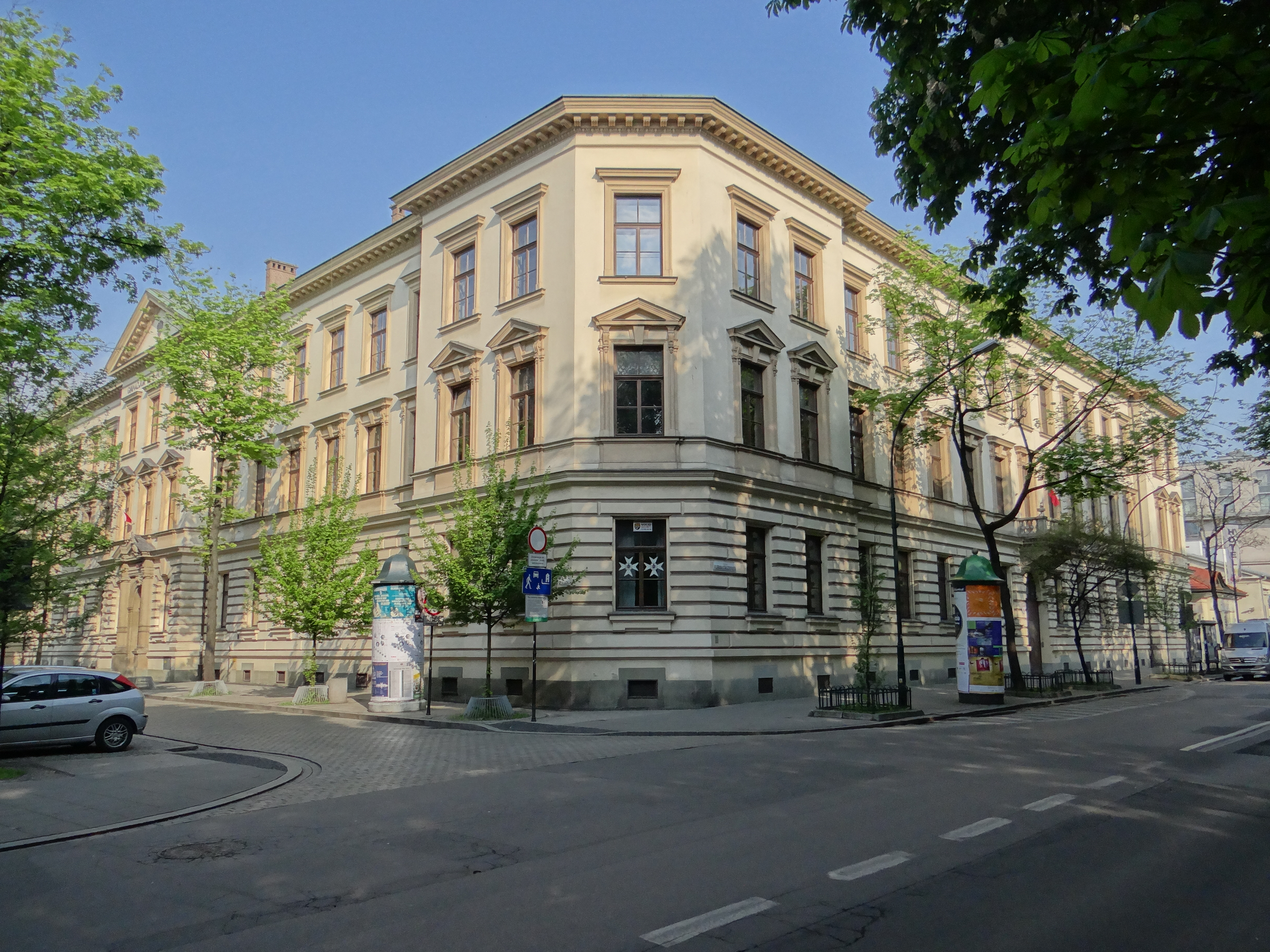
Siedziba Centralnej Biblioteki Nauczycielskiej Okręgu Szkolnego Krakowskiego w latach 1922-1968, Plac Na Groblach 9

Siedzibą biblioteki są trzy budynki w Krakowie przy  al. Marszałka F. Focha 39, a obszarem jej działania jest Województwo Małopolskie. Instytucja ta wywodzi się z Bibliotek Nauczycielskich, które zaczęto tworzyć z księgozbiorów działów nauczycielskich bibliotek szkolnych wkrótce po odzyskaniu niepodległości w 1918 roku. Powstała z inicjatywy ówczesnego wiceministra oświaty Tadeusza Łopuszańskiego jako Centralna Biblioteka Nauczycielska Okręgu Szkolnego Krakowskiego. Pierwszym dyrektorem był dr Adam Matuszek, nauczyciel Gimnazjum im. B. Nowodworskiego, a następnie (w latach 1928-1936) Jan Zaręba, po nim – do wybuchu II wojny światowej – prof. dr Jan Hulewicz. W roku 1926 Biblioteka otrzymała statut określający jej stan prawny a także zadania i cele. W latach 1922–1968 biblioteka mieściła się na parterze Gimnazjum im. B. Nowodworskiego przy pl. Na Groblach 9. 
Po wojnie bibliotekę reaktywowano jako Centralną Bibliotekę Pedagogiczną Kuratorium Okręgu Szkolnego Krakowskiego. Kolejno instytucją kierowali: dr Franciszek Michejda (1945-1946), dr Tadeusz Turkowski (1946-1948), dr Benedykt Bieńkowski (1948-1949), mgr Stanisława Tokarz-Wisłocka (1949-1973). Zarządzeniem Ministerstwa Oświaty i Wychowania z dnia 21 maja 1951 roku Biblioteki Nauczycielskie przekształcono w Biblioteki Pedagogiczne, a biblioteka krakowska stała się Pedagogiczną Biblioteką Wojewódzką. Instytucja otrzymała nowy statut, który gwarantował bibliotece, własny budżet i etaty. Został również rozszerzony zakres działania, w 1954 roku, w nowej strukturze organizacyjnej powstał Dział Informacyjno-Bibliograficzny. W okresie tym, dzięki swoim unikalnym zbiorom, a także ich dostępności, biblioteka stała się jedną z najpopularniejszych w Krakowie. W 1968 roku Biblioteka została przeniesiona do zaadaptowanego na jej potrzeby budynku przy ul. Michałowskiego 10. W tym samym roku Uchwałą Rady Ministrów nr 269 z 20 sierpnia Pedagogiczna Biblioteka Wojewódzka w Krakowie zyskała status biblioteki naukowej, który zachowała nieprzerwanie do dziś. W roku 1972, a więc w pięćdziesięciolecie istnienia Kuratorium nadało Bibliotece imię Hugona Kołłątaja. W rok później, po 24 latach kierowania biblioteką, mgr Stanisława Tokarz-Wisłocka przeszła na emeryturę, a funkcję dyrektora powierzono mgr Krystynie Blamowskiej. W latach siedemdziesiątych, wskutek nowego podziału administracyjnego,  nastąpiła reorganizacja sieci istniejących bibliotek pedagogicznych, co odzwierciedlił wydany w 1976 roku statut Pedagogicznych Bibliotek Wojewódzkich. W 1979 roku stanowisko dyrektora objął mgr Józef Żuradzki, który w 1990 roku przeszedł na emeryturę. W roku 1991 biblioteka kolejny raz zmieniła swoją siedzibę, na obecną. Od 1990-2007 roku funkcję dyrektora pełniła mgr Zofia Harasimowicz, a w latach 2007-2015 mgr Wanda Dudek. Od 2015 roku dyrektorem biblioteki jest mgr Anna Piotrowska.
Pedagogiczna Biblioteka Wojewódzka im. Hugona Kołłątaja w Krakowie, gromadzi, opracowuje i udostępnia zbiory z zakresu pedagogiki, psychologii i nauk pokrewnych, oraz różnych dyscyplin wiedzy objętych programami szkolnymi i programami kształcenia nauczycieli, a także czasopisma i pomoce dydaktyczno-metodyczne. W roku 2002 księgozbiór biblioteki osiągnął 290 697 materiałów bibliotecznych. Zbiory udostępniane są w Wypożyczalni, w Czytelni Głównej i Czytelni Bibliograficznej oraz drogą wypożyczeń międzybibliotecznych.